# Wieteke van Dort
Louisa Johanna Theodora "Wieteke" van Dort (Surabaya, Indias Orientales Neerlandesas, 16 de mayo de 1943-La Haya, Países Bajos, 15 de julio de 2024) es una actriz, comediante, cantante y escritora neerlandesa de origen indo-oriental. El 29 de abril de 1999, la reina Beatriz la proclamó, como la Dama de la Orden de Orange-Nassau. 
Ha participado en varios programas de televisión dirigidos a niños en sus inicios. Su programa que era el único difundido por televisión, jamás mostró la cultura de su país mientras residía en Holanda. Aunque si introdujo a muchos artistas de su país Indonesia, para ser presentados al público mayoritario en los Países Bajos. 
Después de tres temporadas de trabajar en series de televisión, terminó su carrera actoral en 1988, pero su personaje llamado "Tante Lien", se hizo popular hasta la fecha y en 2007, fue galardonada con la Medalla de Plata por su Mérito y sus contribuciones de su personaje, por la Secretaría del Estado neerlandés y de Defensa.

## Biografía
Wieteke Van Dort nació en Surabaya, en lo que entonces formaba las Indias Orientales Neerlandesas, bajo la ocupación japonesa en Indonesia. Una vez allí, asistió a dos escuelas primarias, y asistió a la HBS. Cuando tenía trece años de edad, su familia, los Van Dort, se fueron de vacaciones a Holanda. Mientras estaban residiendo en el extranjero, el presidente Sukarno, nacionalizó a Indonesia, su familia lo perdió todo. Más adelante su familia decide instalarse en La Haya.

## Carrera
Después de su matrimonio con Theo Moody, se concentró con mucho éxito para trabajar en radio y televisión. Trabajó en series de televisión como "De Stratemakeropzeeshow" con Aart Staartjes y Joost Prinsen, en la que interpretó a su personaje principal como 'distinguished lady' o la 'distinguida dama'. En la década de los años 1970, ella dirigió un programa infantil llamado "Lawaaipapegaai". Wieteke van Dort, también participó en un programa de televisión llamado "Het Klokhuis", supervisando por un texto colectivo de guiones.

## Personajes de teatro

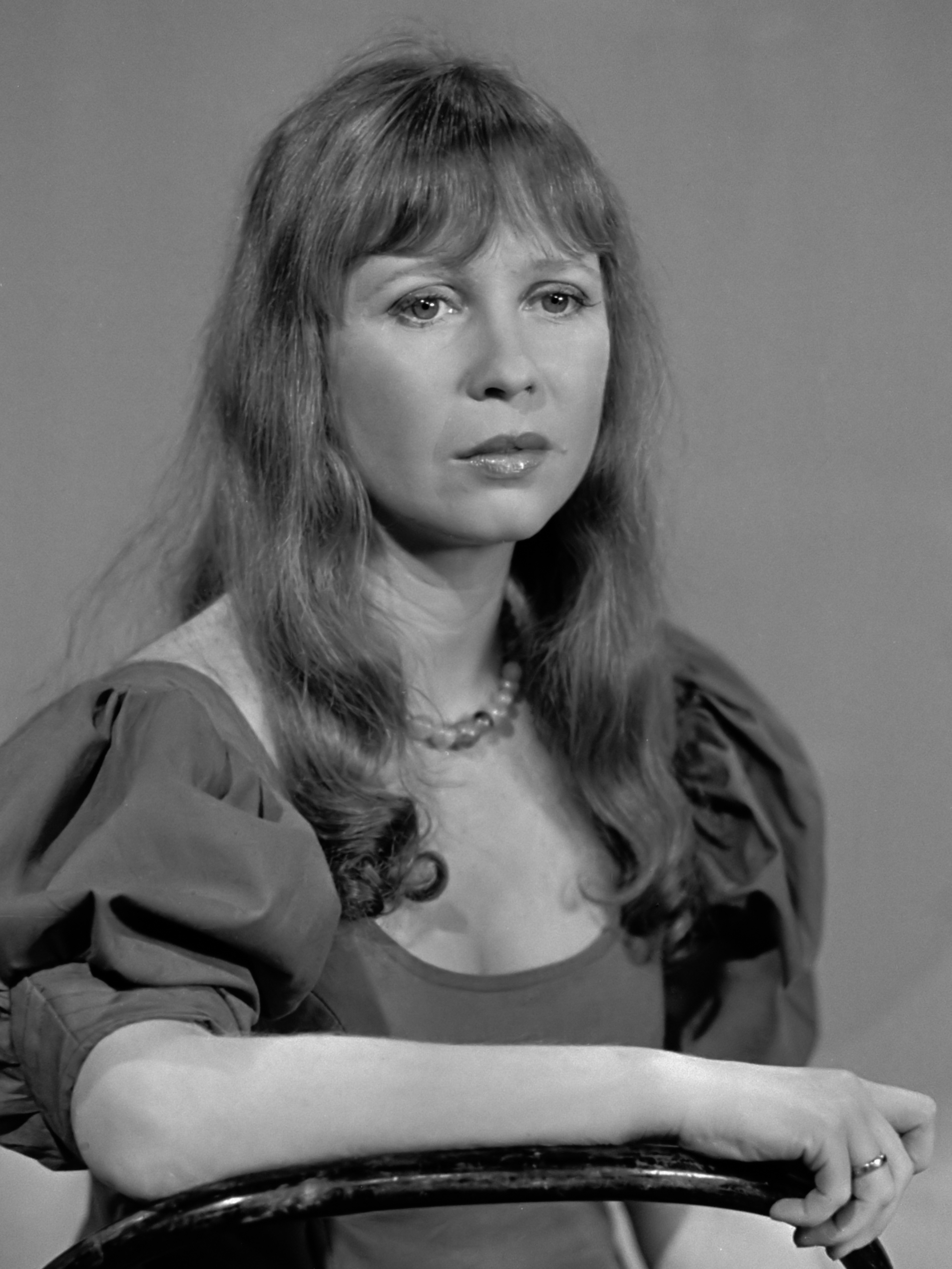
Van Dort en una foto publicitaria tomada el 4 de noviembre de 1975.

- 1960 “An Angel Of Inaction" × Claude Puget, rol de ángel.
- 1961 “Les Jours Heureux" × Claude Puget, rol de Pernette.
- 1962 “The Glass Menagerie” × Tennessee Williams, rol de Laura Wingfield.
- 1964 “De Knecht van twee meesters van Goldoni” × Henk Votel, rol de una pequeña sirvienta.
- 1964 “Our Town” × Thornton Wilder, todos roles de niños.
- 1964 “The Paris Wedding” × E.Labiche / Marc-Michel, silent role of Suzanne, in a review.
- 1965-1966 “De Schilderijenoorlog” × Jan Staal, primer papel principal, el de niña de once años de edad, Jannie Koperslager.
- 1966 “Romeo and Juliet” × William Shakespeare, en el rol de Julieta y Lex Schoorel de Romeo, tradujo Adrian Brine.
- 1967 “De grote en de kleine koning” × B. Kindervoorstelling, the role of  B. Minoli.
- 1967 “Een huwelijk onder Lodewijk de XV” × A.Dumas Père, the silent role of Moortje.
- 1967 “Ploeft , kindervoorstelling” × M.C. Machado, the role of Maribel.
- 1967 “En het geschiedde in die dagen… Cabareteske Kerstcantate” × J.van Hoogland y música de Han Reiziger
- 1968 “ABC  Cabaret by Wim Kan and Corry Vonk.
- 1971 “Porselein”
- 1975 “Zwaarmoedige verhalen voor bij de centrale verwarming”
- 1979 “Martijn en de magiër”

## Personajes en televisión

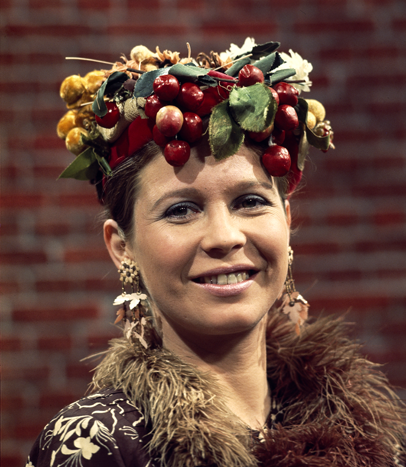
Van Dort en Stratemakeropzeeshow (1973).

- 1968 "De Avonturen van Pinokkio" Pinokkio
- 1968 "Oebele" Aagje Ritsema
- 1971 "Pip + Zip" (voice) Pip
- 1972 "'n Zomerzotheid" Dot
- 1972 "De Stratenmaker op zee show"  De deftige dame
- 1975 "Kunt u mij de weg naar Hamelen vertellen, meneer?" (8 episodios)
- 1975 "De steen der dommen"
- 1975 "Onder een hoedje"
- 1975 "De gaten van war"
- 1975 "De koude kermis"
- 1975 "Een luchtkasteel"
- 1978 "Pinkeltje" Pinkelotje
- 1978 "Mikke Makke Marsepein"
- 1979 "J.J. de Bom voorheen: 'De kindervriend'" Titia Konijn
- 2001 "Costa!" Ruth (1 episodio)
- 2001 "Zwoele nachten met een pop-idool" Ruth
- 2006 "Sinterklaas en het uur van de waarheid" Hare Majesteit
- 2007 "'t Schaep Met De 5 Pooten" Manja Wegenwijs (1 episodio)
- 2007 "Een kastelein is ook maar een mens" Manja Wegenwijs
- 2007 "Het Klokhuis" Fan (2 episodios)
- 2007 "Breaking News: Magneten" Winkelende mevrouw
- 2007 "Grime" Fan

## Discografía
Musical performances on Television

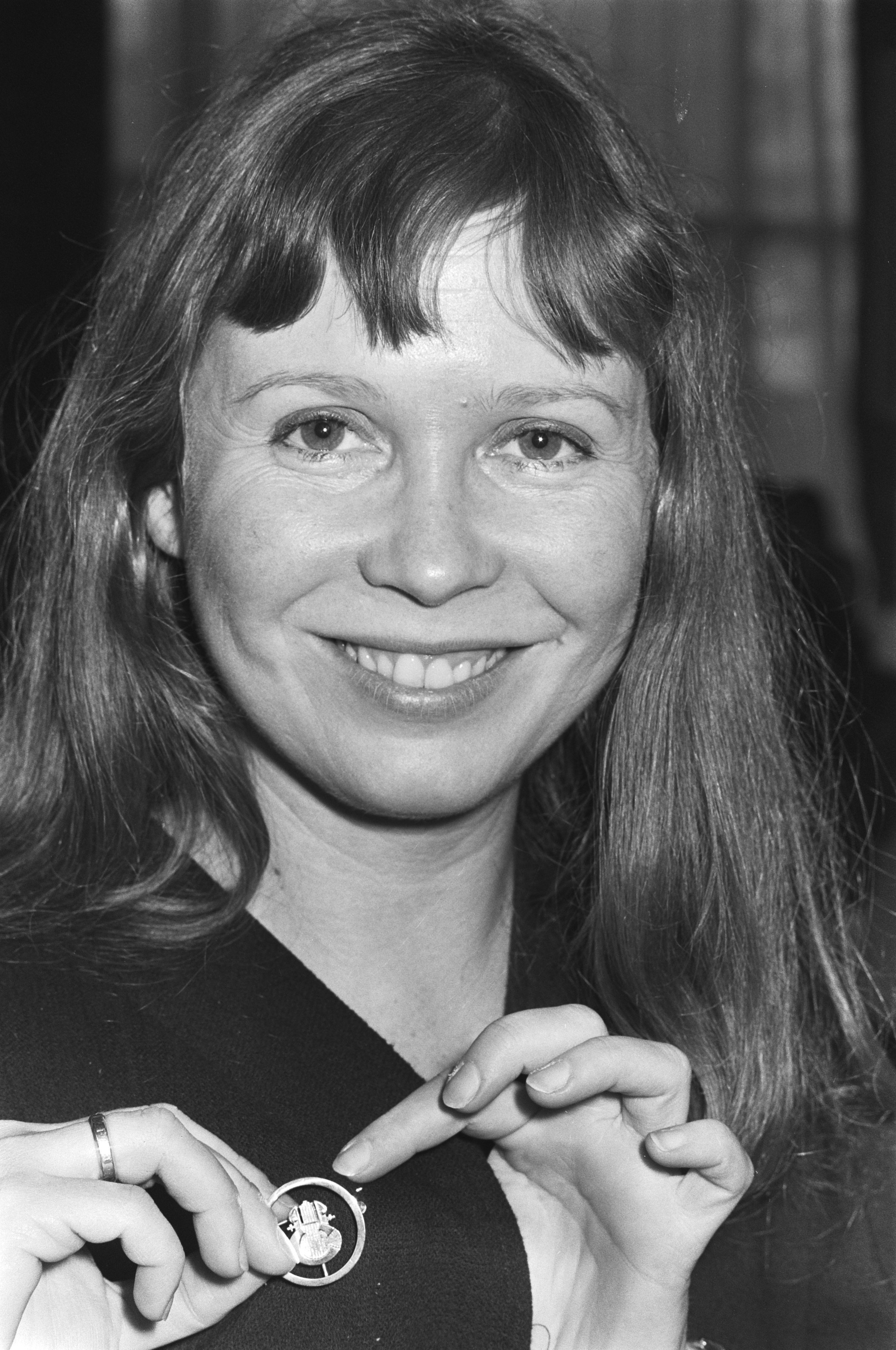
Van Dort en 1977.

- 1975 "Kunt u mij de weg naar Hamelen vertellen, meneer?" (2 episodios)
- 1975 "De steen der dommen" (performer: "Het geluk is met de dommen" (Het geluk is gek))
- 1975 "De gaten van war" (performer: "Een windmolen draait als de wind waait")
- 1978 "Pinkeltje" (performer: "Pokkenlied", "Heen en weer ballon", "Logeren bij Meneer Dick Laan", "Jeuklied")
- 2007 "'t Schaep Met De 5 Pooten" (1 episodio)
- 2007 "Een kastelein is ook maar een mens" (performer: "Wat water in de wijn")

Vinyl Long Play Albums
- 1968 - 1970 Oebele (4 records):
  - LP Welkom In Oebele, Polydor 236 811
  - LP Nieuwe Liedjes Van Oebele, Polydor 236 827
  - LP Oebele Is Hupsakee, Polydor 2419 004
  - LP OE Van Oebele, Polydor F- 784/3 (Book and Album)
- 1969 Kinderzangfestival
- 1973 De Stratemakeropzeeshow, Parts 1 and 2 – Part 1: Decca 6499 457, Part 2: Philips 9293 001
- 1974 Pip En Zip, CNR 541637
- 1975 Barbapapa (Vertellingen), Philips 9299 639
- 1975 Een Fraai Stuk Burengerucht, Philips 6410 088 – First solo LP
- 1977 Ot En Sien In Indië, Philips 6410 130
- 1978 Weerzien Met Indië, Philips 6410 956
- 1978 Kun Je Nog Zingen, Zing Dan Mee, Philips 6423 114
- 1978 Radio Lawaaipapegaai, Parts 1 and 2 – Part 1: Philips 9293 011, Part 2: Philips 9293025
- 1978 Pinkeltje, Philips 9293 017
- 1979 Hallo Bandoeng, Philips 6423 135 / Music For The Millions, 826 751-1
- 1979 J.J.De Bom, Voorheen De Kindervriend, Parts 1 and 2 – Part 1: Polydor 2441 087, Part 2: Ariola Benelux b.v. 203 620
- 1980 Kortjakje Is Weer Beter, Philips 6423 392 / Music for the Millions 824 399-1
- 1981 We Gaan De Boom Versieren, Philips 6423 391
- 1981 De Koempoelan Van Tante Lien, Philips 6423 450
- 1982 Huilen Is Gezond, Philips 6423 512
- 1984 Martientje In Het Tandenrijk (I.O. Van Zendium), Bridge SP Amsterdam 08-022625-20
- 1984 De Betoverde Speelgoedwinkel, (Jeugdconcerten) RCA Records GL 44075
- 1985 Wie Komt Er In M'n Kamertje?, Quintessence Records BM 602001
- 1987 Vera De Muis, Quintessence Records QS 900 001-1
- 1988 De Late Late Lien Evergreen Show, Quintessence Records QS 600 807

Singles
- 1975 “Diamanten bruidspaar”

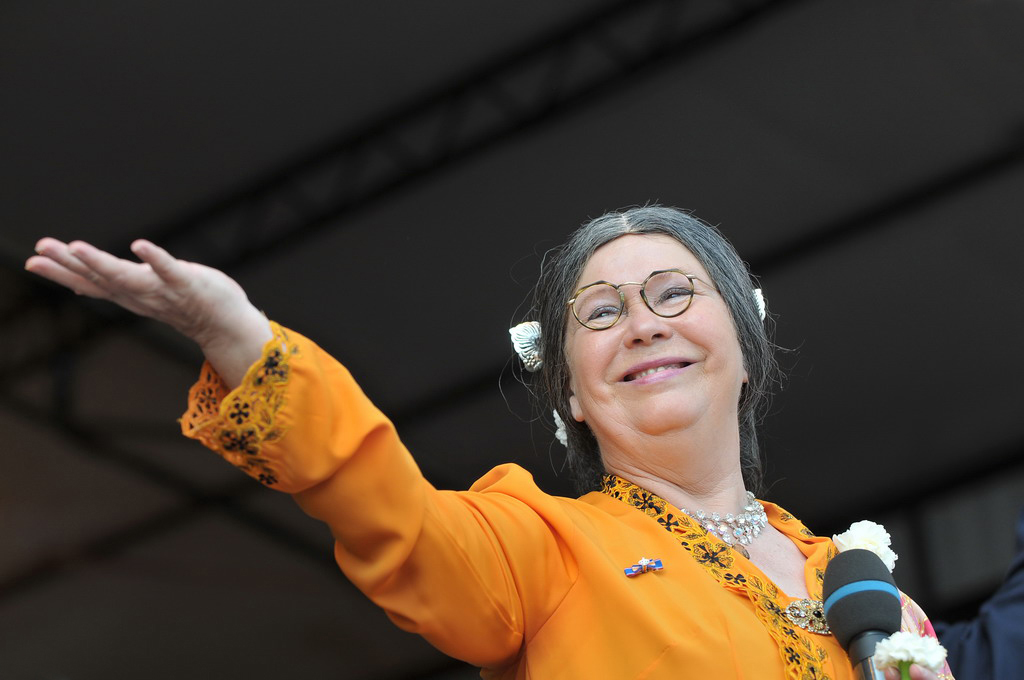
Van Dort en 2009.

- 1975 “Arm Den Haag” (Philips 6012 699)
- 1978 “Ajoen Ajoen” (Philips 6012 832)
- 1978 “Krontjong Kemajoran” (Philips 6017 030)
- 1979 “Hallo Bandoeng” (6012 945)
- 1979 “Geef Mij Maar Nasi Goreng (6012 869)
- 1979 “Mijn Kleine Nasibal” (Philips 6012 877)
- 1985 “Dwaze moeders van het plein” (Philips 6017 304)
- 1986 Spanish version of “Las madres locas de la plaza” (Phonogram 6845.151)

CDs
- 1980 We Gaan De Boom Versieren, Philips 814 636-2
- 1980 Kortjakje Is Weer Beter, Philips 824 399-2
- 1987 Vera De Muis Quintessence, QS 900 001-4
- 1988 De Late Late Lien Evergreen Show, Quintessence QS 800.815
- 1991 Weerzien Met Indië, Philips 848 399-2
- 1992 De Koempoelan Van Tante Lien, Mercury 514 160-2
- 1992 Het Klokhuis, Quintessence QS 900.250-2
- 1993 Liedjes Van Verlangen, Philips 518 055-2
- 1995 Batavia (N.A.V. De Doop Van Het V.O.C.- Schip), Bingo Music NL BAT 7495
- 1995 Kerst In De Gordel Van Smaragd, Vincent Produkties 55 1053-2 (with Lonny, Justine, Wieteke, Rudy van Dalm, Andres, en Chris Latul)
- 1996 We’ll Meet Again, Mercury 534 124-2
- 1997 Dubbel - CD Wieteke Van Dort 25 Jaar Als Tante Lien, Mercury 534952-2
- 1998 Sprookjes Van Tante Lien (Part 1), R. Prod.Records R.P. 07
- 1998 Verhalen En Liedjes Over Het Volk Van Laaf, PolyMedia 559 369-2
- 1999 Ot En Sien In Indië, Universal Music 546 019-2
- 1999 Kun Je Nog Zingen, Zing Dan Mee, Mercury 826 752-2
- 1999 Winnie De Poeh 2 Cd’s Vertellingen Bij 2 Boeken, Publisher Libre Leeuwarden
- 2001 Dubbel – Cd Het Mooiste Van Wieteke Van Dort, Universal Music 586013-2
- 2002 Sprookjes Van Tante Lien (Part 2), R. Prod.Records R.P.13
- 2004 Silver Moments, A Munich Records Production 42451 54402
- 2006 Stratemakeropzeeshow, (Audio book) Universal Music ISBN 90-5444-601-3
- 2007 Kind In Surabaja, (Audio book) Publisher De Fontein, Baarn ISBN 978-90-261-2293-4
- 2007 Piggelmee, (Audio book) Publisher Rubinstein ISBN 978-90-5444-196-0

DVDs
- 2005 Pasar Malam Besar Live, registration 2001 Wieteke van Dort Productions 8 711255 238828
- 2005 Pasar Malam Besar Live, registration 2002 Wieteke van Dort Productions 8 711255 238828
- 2006 The Late Late Lien Show´S 3 DVD´S Met 8 VARA TV Show´S Uit 1979, ´80 En ´81, Universal Music 0602498 783740 0 602498 783757 0 602498 783764

### Otras obras
- (en alemán) Kortendick, Oliver. „Indische Nederlanders und Tante Lien: eine Strategie zur Konstruktion ethnischer Identität.“ (Master Thesis, Canterbury University of Kent, Social Anthropology, 1990). ISBN 0-904938-65-4
- (en neerlandés)Biografie Wieteke van Dort
- (en neerlandés)Welkom op de website van Wieteke van Dort

- Datos: Q1988121
- Multimedia: Wieteke van Dort / Q1988121